# Lac Ziouratkoul
Le lac Ziouratkoul (en russe : озеро Зюра́ткуль, ozero ziouratkoul) est un lac de Russie, situé au sud-est de l'Oural, dans l'oblast de Tcheliabinsk. Le lac est à la fois une étendue d'eau naturelle et une retenue de barrage. Sa superficie naturelle de 6 km², le lac a doublé depuis l'installation hydroélectrique dans les années 1940.

## Géographie

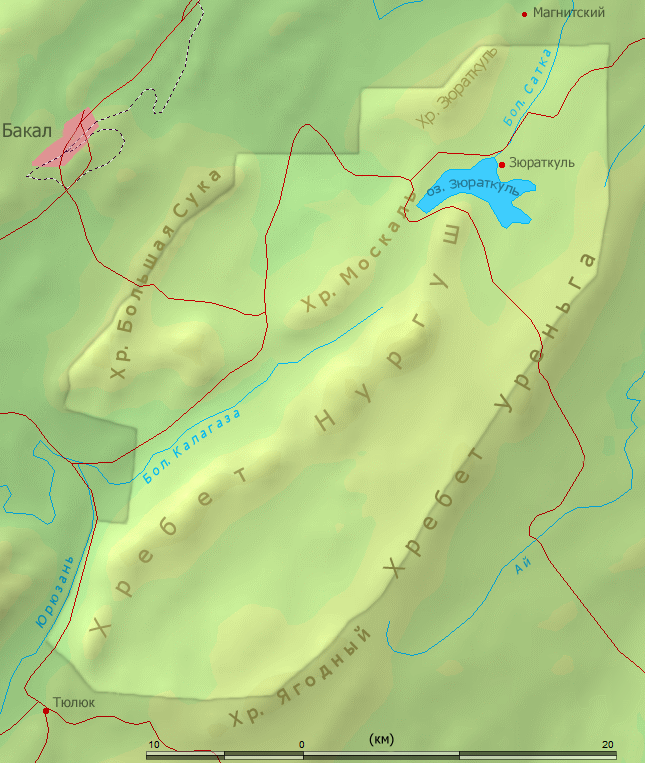
Situation du lac dans le parc

Le lac Ziouratkoul se situe dans le nord-est de l'oblast de Tcheliabinsk. À la fois lac naturel et retenue d'eau, il est à l'intérieur du périmètre du Parc national Ziouratkoul. Le site s'inscrit entre des crêtes culminant à plus de 1 000 mètres d'altitude.

## Hydrologie
D'une superficie de 13,2 km2, sa profondeur est moyenne se stabilise autour de 4 m, pour un maximum de 12 m. Contrairement aux lacs environnants, la l'eau est trouble et brunâtre, car plusieurs ruisseaux qui l'alimentent sortent de marais. Le fond est composé de sable et de limon. Le volume d'eau du Ziouratkoul, alimenté par 29 cours d'eau, est de 79,9 millions de mètres cubes.
La Bolchaïa Satka y prend sa source.

## Écosystème

### Faune
Les eaux du Ziouratkoul sont l'habitat d'au moins 17 espèces de poissons, parmi lesquelles le brochet, la lotte, la perche, le gardon, la brème, le corégone blanc, l’esturgeon et l’ombre.

### Flore
Le lac est au cœur d'un espace de forêt de conifères.

## Historique
La vie autour du lac n'est pas nouvelle puisque des traces d'activité humaines remontant au VIIIe au Ve millénaire avant notre ère ont été mises au jour. Les archéologues ont ainsi pu découvrir des restes conservés d'habitations, de grattoirs, de haches en pierre, des pointes de flèches, des silex taillés, et des restes d'embarcation,
En 1942, l'installation hydroélectrique fait doubler la surface du lac.